# 老狼请客
《老狼请客》是一部中国上海美术电影制片厂制作的动画短片。该片曾于1982年获得意大利第十二届季福尼青少年电影节最佳荣誉奖——共和国总统银质奖章。

## 剧情简介
一天，老狼煮了一锅鸡，准备去请老熊一起品尝，刚出门，一只狐狸偷溜进去把鸡偷吃了。偷吃完鸡的狐狸在老狼和老熊之间挑拨离间，他对老熊说，老狼在家磨刀 ，要割老熊的耳朵；然后又找到老狼，对老狼说，是老熊偷走了老狼的鸡。老狼和老熊都信以为真，打了一架，打到最后才明白，他们俩都上了狐狸的当。